# Țările Catalane
| Catalonia Septentrională Catalonia Alghero Franja · de · Ponent Comunitatea · Valenciană Insulele · Baleare Carche Italia Spania Franța Marea Mediterană Marea Balearelor Andorra |

Țările Catalane (catalană Països Catalans, adesea prescurtat la PPCC) sunt teritoriile unde se vorbește catalană într-un procent semnificativ, sau cele care fac parte din unitățile geoistorice care formau aria vorbitoare de catalană în trecut. Cea mai mare parte a lor — comunitățile autonome Catalonia și Valencia — se află la Peninsula Iberică și aparține Spaniei. Țările Catalane conțin și Andorra, regiunea Catalonia Septentrională (o parte a regiunii franceze Languedoc-Roussillon), arhipelagul Balearelor, Franja de Ponent în Aragon, comarca Carche în Murcia și orașul sard Alghero. Contând suprafața și populația acestor regiuni, Țările Catalane ocupă 70.520 km² și aveau 13.712.983 în 2007.
Conform statisticilor, în Catalonia limba catalană este vorbită de cca 45-50 %, în Comunitatea Valenciană de cca 35-37 %, In Baleare de 40 %, iar in provincia franceză Rosellon de aproximativ 1%.

## Demografie
Teritoriile de limbă catalană aveau o populație de 13.422.117 locuitori între 2008 și 2009. Împreună cu teritoriile din Comunitatea valenciană hispanofone (719.970 locuitori) și cele occitanofone din cantonul Vall d'Aran (10.194 locuitori) și cantonul Fenolleda din Catalonia franceză, se ajunge la 14.157.638 locuitori.

Vorbitorii de limbă catalană sunt distribuiți după cum urmează:
| Territoriul                        | În casă | In comunitate |
| Catalonia                          | 45 %    | 51 %          |
| Comunitatea Valenciană             | 37 %    | 32 %          |
| Insulele Baleare                   | 44 %    | 41 %          |
| Rosellón                           | 1 %     | 1 %           |
| Andorra                            | 38 %    | 51 %          |
| In regiunea orientală a Aragónului | 70 %    | 61 %          |
| Alguer                             | 8 %     | 4 %           |